# Pontinus furcirhinus
Pontinus furcirhinus Garman, 1899 è una specie di pesce osseo marino appartenente alla famiglia Scorpaenidae e alla sottofamiglia Scorpaeninae diffuso nell'ovest dell'oceano Pacifico.

## Descrizione
Presenta un corpo lievemente compresso ai lati e sul ventre che misura solitamente intorno ai 15 cm; la lunghezza massima registrata è di 27. La colorazione è principalmente rossa, più chiara sul ventre, con macchie verdastre e brune sul dorso.
La pinna dorsale ha dodici raggi spiniformi, di cui il terzo è particolarmente allungato, la pinna anale ne ha tre; sui raggi spiniformi sono situate ghiandole probabilmente velenigene. La pinna caudale ha il margine dritto. Sulla testa sono presenti molte spine e può esserci un cirro al di sopra degli occhi, che sono grandi (diametro fino al 32% della lunghezza della testa).

## Biologia

### Comportamento
È gregario.

### Alimentazione
È carnivoro e si nutre soprattutto di molluschi, crostacei bentonici e altri pesci ossei.

### Riproduzione
Poco nota; uova e larve sono pelagiche.

## Distribuzione e habitat
È una specie demersale tipica di fondali sabbiosi il cui areale si estende dalle coste della Bassa California (sia sul Pacifico che nel golfo di California) al Perù; le segnalazioni provenienti dalle Galápagos sono invece dubbie. Vive tra i 50 e i 390 m di profondità.

## Conservazione
P. furcirhinus è stato classificato come "a rischio minimo" (LC) dalla lista rossa IUCN nel 2010 perché il suo ampio areale si sovrappone a diverse aree marine protette (tra cui l'Isola Malpelo e l'Isola del Cocco) e perché non sono note particolari minacce che potrebbero influenzarne le popolazioni.